# Levi Bellfield
Levi Bellfield (17 de maio de 1968, Londres) é um estuprador e assassino em série britânico condenado pelo assassinato de duas mulheres no oeste de Londres e uma adolescente, mortas entre os anos de 2002 e 2004.
Foi inicialmente condenado apenas pelas mortes de Marsha McDonnell e Amelie Delagrange, mas em 2011 acabou condenado também pela morte de Amanda "Milly" Dowler.
Cumpre três penas de prisão perpétua com duas recomendações de que nunca deve ser libertado.

## Biografia
Nasceu no bairro de Isleworth, no oeste de Londres. Era casado com Becky Wilkinson, com quem teve quatro filhos - de um total de onze.
Já havia trabalhado como segurança e na época dos crimes trabalhava parafusando rodas de carros.
Levi nasceu como Levi Rabetts e é também conhecido como Yusuf Rahim.

## Os crimes

### Antecedentes
Sua primeira condenação foi por roubo em 1981. Depois foi  condenado por agredir um policial em 1990.
Em 2011 sua filha Bobbie-Louise revelou que ele espancava sua mãe, Becky, constantemente e que também a havia estuprado. Ela também disse não estava surpresa após ele ser acusado também pela morte de Amanda.
Segundo Bobbie, Levi também era traficante de drogas, tendo a envolvido, quando ainda era criança, em alguns de seus atos criminosos. "Uma vez fomos para uma enorme plantação de maconha e eu ajudei a colhê-la. E houve um assalto num salão de cabeleireiro. Ele era o motorista. Havia outros caras. Ele saíram [do carro]. Os alarmes dispararam e eles saíram [do salão] com um monte de sacolas cheias de secadores de cabelo."

### Vítimas
Kate Sheedy, de 18 anos, que foi atropelada por Bellfield duas vezes em Isleworth, sobreviveu e depois relatou: "Quando eu estava atravessando a rua, o carro acendeu as luzes e acelerou, mudou a marcha e eu achei que ele iria embora, mas então ele veio direto na minha direção". Também sobreviveram Anna-Marie Rennie (então com 17 anos) em Whitton, atacada em 14 de outubro de 2001, e Irma Dragoshi (então com 39 anos) em Longford Village, em 16 de dezembro de 2003. No entanto, nestes dois casos o júri não conseguiu chegar a um veredito para que ele fosse condenado pelos crimes.
Já Amanda, Marsha e Amelie não conseguiram sobreviver aos ataques.
| Nome                  | Idade | Detalhes |
| --------------------- | ----- | --- |
| Amanda "Milly" Dowler | 13    | Milly, como era chamada pelos próximos, desapareceu em 21 de março de 2002 no caminho de volta da escola, em Surrey. Seus restos mortais foram encontrados em uma charneca de Hampshire seis meses depois.     |
| Marsha McDonnell      | 19    | Foi atacada perto de casa, em Hampton, e morreu em fevereiro de 2003, dois dias após ser internada num hospital devido aos ferimentos na cabeça.                                                               |
| Amelie Delagrange     | 22    | Francesa, estava passando uma temporada no Reino Unido. Foi encontrada espancada em Twickenham Green, no sudoeste de Londres, em agosto de 2004. Ainda foi levada ao hospital, mas morreu poucas horas depois. |

### Modus operandi
Levi usava um martelo para espancar suas vítimas.

### Perfil das vítimas
Mulheres jovens, de cabelos claros e de altura média.

### Perfil do criminoso
O detetive-chefe Colin Sutton da Polícia Metropolitana de Londres, que liderou as investigações, disse que ele era "um indivíduo astuto, violento, que pode mudar de agradável para desagradável, instantaneamente ". O mesmo perfil foi descrito por algumas de suas ex-namoradas: "ele era adorável e charmoso no começo, mas depois completamente controlador e mau".
Sutton também explicou, segundo o Muderpedia: "Ele tem um ego enorme e acha que é um presente de Deus para todos. Ele anda de carro e então vê uma jovem loira. A jovem loira diz 'vá embora' e ele pensa 'você se atreve a recusar Levi Bellfield, você não vale nada' e então ela leva uma pancada na cabeça".

### Evidência
Bellfield tinha uma van branca, que foi vista num vídeo perto da área onde Amelie foi morta.

## Prisão, julgamento e pena
Foi preso em 22 de novembro de 2004 por suspeita do assassinato de Amélie Delagrange. Dias depois, em 25 de novembro, foi acusado de três estupros em Surrey e West London.
Foi condenado à prisão perpétua, em 25 de fevereiro de 2008, pelos homicídios de Marsha McDonnell e Amelie Delagrange e pela tentativa de homicídio de Kate Sheedy.
Em 23 de junho de 2011 acabou condenado também pelo assassinato de Amanda Dowler, já que evidências indicaram que ele havia estado na área onde a adolescente foi atacada na época do crime. Ele inicialmente negou o crime, mas o confessou em 2016.
Atulamente (agosto de 2020) cumpre sua pena na penitenciária de Frankland, no Condado de Durham.